# .pm
Pour les articles homonymes, voir PM.
.pm est le domaine de premier niveau national (country code top level domain : ccTLD) réservé à Saint-Pierre-et-Miquelon (France). Il est actuellement délégué à l'Association française pour le nommage Internet en coopération (Afnic).
Il est ouvert à l'enregistrement depuis le 6 décembre 2011 et est accessible aux structures domiciliées au sein de l’Union européenne, ainsi qu'au sein de l'AELE (Suisse, Liechtenstein, Norvège et l'Islande).

## Statistiques d'usage
En janvier 2025, environ 24 000 domaines utilisent l'extension .pm.